# 六郷政聲
六郷 政聲（ろくごう まさか）は、江戸時代中期の出羽国本荘藩の世嗣。官位は従五位下・兵庫頭。

## 略歴
宝暦9年（1759年）、6代藩主六郷政林の長男として誕生した。
安永6年（1777年）4月16日、父の政林の養嗣子であった政展の死去により政聲が嫡子となったが、天明4年（1784年）5月14日、父に先立って死去した。享年26。
代わって弟の政速が嫡子となり、翌年に政林は隠居し、政速が家督を継いだ。